# Lentillac-Saint-Blaise
Lentillac-Saint-Blaise – miejscowość i gmina we Francji, w regionie Oksytania, w departamencie Lot.
Według danych na rok 1990 gminę zamieszkiwało 145 osób, a gęstość zaludnienia wynosiła 25 osób/km² (wśród 3020 gmin regionu Midi-Pyrénées Lentillac-Saint-Blaise plasuje się na 918. miejscu pod względem liczby ludności, natomiast pod względem powierzchni na miejscu 1425.).